# بنسوليد
بنسوليد هو مبيد أعشاب انتقائي من الفوسفات العضوي. إنه أحد مركبات الفوسفات العضوي القليلة التي تستخدم كمبيد للأعشاب، كما يُستخدم كمبيد حشري. يتم استخدامه على محاصيل الخضروات مثل الجزر والخيار والفلفل والبطيخ والقطن والعشب للتحكم في الحشائش السنوية مثل البلو جراس وعشب الكراب والأعشاب عريضة الأوراق. غالبًا ما يتم تطبيقه قبل إنبات بذور الحشائش (قبل ظهورها) لمنعها من الإنبات. وهي متوفرة على شكل حبيبات أو مركز قابل للاستحلاب. تشير التقديرات إلى أن إجمالي استخدام البنسوليد في الولايات المتحدة يبلغ حوالي 632000 رطل سنويًا. قد تكون معدلات التطبيق ثقيلة نسبيًا (تصل إلى 22.6 كجم/هكتار) عند استخدامه. تصنف وكالة حماية البيئة البنسوليد كمبيد آفات للاستخدام العام.

## التطبيق
يتم تطبيق بنسوليد بشكل عام على التربة المكشوفة، قبل زراعة المحاصيل. تم دمجها بعمق 1 إلى 2 بوصة من أجل التحكم في الحشائش والأعشاب عريضة الأوراق في المحاصيل الزراعية والمروج العشبية السكنية وملاعب الجولف.

## الاستخدامات
يحتوي كل من بروتورك جوسيجراس وكرابجراس كونترول وأندرسونز جوس وكراب جراس كونترول على بنسوليد كأحد مكوناتهما النشطة، إلى جانب أوكساديازون بتركيز 5.25٪ و 1.31٪ على التوالي. يمكن استخدام منتجات البنسوليد في الهواء الطلق من قبل أصحاب المنازل في المروج ونباتات الزينة، ومن قبل مشغلي العناية بالحدائق المحترفين. يمكن استخدام بنسوليد على العشب (في المقام الأول ملاعب الجولف الخضراء والمحملات)، ونباتات الزينة، وفي الدفيئة والاستخدامات الخارجية في المشاتل التجارية. يتم استخدام 550.000 رطل من المكونات النشطة سنويًا، وهي قيمة منخفضة نسبيًا.

## المخاطر
هناك عدد قليل من المخاطر الطفيفة المرتبطة بمبيدات الأعشاب التي تشمل بنسوليد. بشكل عام، التعرض غير المباشر لها غير مميت. التعرض الغذائي من تناول المحاصيل الغذائية المعالجة بالبنسوليد أقل من مستوى القلق لجميع سكان الولايات المتحدة، بما في ذلك الرضع والأطفال. شرب الماء ليس مصدرا هاما للتعرض.
تشكل المخاطر مصدر قلق لأصحاب المنازل الذين يطبقون بنسوليد، وللأطفال الذين يدخلون مناطق العشب المعالجة بالبنسوليد إذا لم يتم اتباع توجيهات الملصق بشكل صحيح. لدى وكالة حماية البيئة أيضًا مخاوف بشأن المخاطر بالنسبة للعمال الذين يخلطون ويحملون و / أو يطبقون بنسوليد في المواقع الزراعية وملاعب الجولف والمروج المنزلية. تشكل المخاطر المزمنة مصدر قلق للطيور والثدييات؛ بعض الأنواع المائية.

## رابط خارجي
- "Vegetable Production Guide for Commercial Growers" (PDF). University of Kentucky Cooperative Extension Service.